# 827. četa vojaške policije Slovenske vojske
827. četa vojaške policije Slovenske vojske je četa vojaške policije Slovenske vojske.

## Zgodovina
Četa je bila ustanovljena 22. septembra 1998. Ukinjena je bila 1. maja 2001, ko so se vse vojaško-policijske enote združile v 17. bataljon vojaške policije.

## Poveljstvo
Poveljnik
- stotnik Marjan Sirk (2000)

## Organizacija
- poveljstvo
- 1. vod vojaške policije
- 2. vod vojaške policije
- 3. vod vojaške policije